# 아스티다메이아
아스티다메이아(Astydamia)는 그리스 신화에 나오는 이올코스 왕 아카스토스의 아내이다. 아버지는 이올코스의 초대 왕 크레테우스 또는 탄탈로스의 아들 펠롭스라고도 하고, 오르미니온 왕 아민토르라고도 한다. 이올코스 왕이며 펠리아스의 아들인 아카스토스와 결혼하여 세 딸 라오다메이아, 스페로페, 스테네레와 몇 명의 아들을 낳았다고 한다. 아카스토스는 펠레우스와 아르고호의 모험, 칼리돈의 멧돼지 사냥 등에 함께 참여한 인연이 있었다. 펠레우스는 프티아 왕 악토르의 아들 에우리티온을 실수로 죽이고 쫓겨난 뒤 그 죄를 씻기 위하여 아카스토스를 찾아왔다. 이 때 아스티다메이아는 펠레우스를 사랑하였는데, 아카스토스의 호의를 배반할 수 없었던 펠레우스는 아스티다메이아의 사랑을 받아들일 수 없었다. 거절당한 아스티다메이아는 앙심을 품고 남편에게 펠레우스가 자기를 겁탈하려 했다고 모함하였을 뿐 아니라 펠레우스의 아내 안티고네에게도 펠레우스가 자신의 딸 스테로페와 결혼하려 한다고 거짓말하였다. 이로 인해 절망한 안티고네는 자살하였다. 아내의 거짓말에 속아 넘어간 아카스토스는 차마 자신의 손으로 펠레우스를 죽일 수는 없어서 계책을 꾸몄다.